# Chrysiridia papageno
Chrysiridia papageno är en fjärilsart som beskrevs av Friedrich Wilhelm Niepelt 1931. Chrysiridia papageno ingår i släktet Chrysiridia och familjen Uraniidae. Inga underarter finns listade i Catalogue of Life.